# Skolemização
Uma fórmula da lógica de primeira ordem está na forma normal de Skolem (nome devido à Thoralf Skolem), se sua forma normal prenex contiver somente quantificadores universais. Cada fórmula de primeira ordem pode ser convertida na forma normal de Skolem por meio do processo de skolemização. A fórmula resultante deste processo não é necessariamente equivalente à original, mas é satisfatível se e somente se a original também o for.

A skolemização é feita substituindo cada variável {\displaystyle \qquad y}, quantificada existencialmente, por um termo {\displaystyle f(x_{1},\ldots ,x_{n})} no qual o símbolo de função {\displaystyle \qquad f} é uma nova função (nao existe outra ocorrência dele na fórmula). Se a fórmula estiver na forma normal prenex, {\displaystyle x_{1},\ldots ,x_{n}} são as variáveis universalmente quantificadas cujos quantificadores precedem a variável {\displaystyle \qquad y}. Podemos dizer que {\displaystyle \exists y} cai sob o escopo dos quantificadores universais que o precedem. A função {\displaystyle \qquad f} introduzida nesse processo é dita função de Skolem e o termo é dito termo de Skolem.

No caso da ocorrência de uma variável {\displaystyle \qquad y} quantificada existencialmente {\displaystyle (\exists y)}, onde essa quantificação não é precedida por um quantificador universal {\displaystyle \forall x}, então a variável {\displaystyle \qquad y} é substituída por uma constante.

## Como funciona
A skolemização trabalha aplicando a relação de equivalência da lógica de segunda ordem juntamente com a definição de satisfatibilidade da primeira ordem. A equivalência é feita "movendo" o quantificador existencial para antes do quantificador universal.
{\displaystyle \forall x\exists y.R(x,y)\iff \exists f\forall x.R(x,f(x)){\mbox{.}}}
Intuitivamente, a sentença "Para todo x existe um y tal que R(x,y)" é convertida para a forma equivalente "Existe uma função f em x, introduzida por y, para todo x preso no escopo de R(x,f(x))".
Esta equivalência é útil pois a definição de satisfatibilidade da lógica de primeira ordem é implícita nos quantificadores existenciais sobre um símbolo de função. Em resumo, uma fórmula de primeira ordem {\displaystyle \qquad \Phi } é satisfatível se existir um modelo {\displaystyle \qquad M} tal que, para todo valor aplicado à variável livre {\displaystyle \qquad \mu } da fórmula, a fórmula seja verdadeira. Desde que o modelo contenha o valor de todos os símbolos de função, toda função de Skolem é implicitamente existencialmente quantificada. No exemplo acima, {\displaystyle \forall x.R(x,f(x))} é satisfativel se e somente se existir um modelo {\displaystyle \qquad M}, que contenha um valor para {\displaystyle \qquad f}, tal que {\displaystyle \forall x.R(x,f(x))} é verdade para todos os possíveis valores de suas variáveis livres (neste caso nenhuma). Esta mesma fórmula pode ser expressa em segunda ordem como {\displaystyle \exists f\forall x.R(x,f(x))}, que é satisfativelmente equivalente à {\displaystyle \forall x\exists y.R(x,y)}.
No meta-resultado, a satisfatibilidade de primeira ordem pode ser escrita como {\displaystyle \exists M\forall \mu ~.~(M,\mu \models \Phi )}, onde {\displaystyle \qquad M} é um modelo e {\displaystyle \qquad \mu } é o valor da variável. Desde que os modelos de primeira ordem contenham o valor de todo símbolo de função, toda função de Skolem {\displaystyle \qquad \Phi } contém implicitamente um quantificador existencial {\displaystyle \exists M}. Em conseqüência, após ter substituído o quantificador existencial sobre variáveis que estão quantificadas existencialmente em funções na parte frontal da fórmula, a fórmula ainda pode ser tratada como sendo de primeira ordem removendo estes quantificadores existenciais. Esta etapa final do tratamento {\displaystyle \exists f\forall x.R(x,f(x))} como {\displaystyle \forall x.R(x,f(x))} pode ser realizada porque as funções estão implicitamente existencialmente quantificadas em {\displaystyle \exists M} de acordo com definição de satisfatibilidade da lógica de primeira ordem.
A exatidão do processo de skolemização é mostrada na fórmula {\displaystyle F_{1}=\forall x_{1}\dots \forall x_{n}\exists yR(x_{1},\dots ,x_{n},y)}. Esta fórmula é satisfeita por um modelo {\displaystyle \qquad M} se e somente se para todo possível valor de {\displaystyle x_{1},\dots ,x_{n}}, no modelo, existe um valor para {\displaystyle \qquad y} que torne {\displaystyle R(x_{1},\dots ,x_{n},y)} verdadeiro. Pelo axioma da escolha, existe uma função {\displaystyle \qquad f} tal que {\displaystyle y=f(x_{1},\dots ,x_{n})}. Em consequência, a fórmula {\displaystyle F_{2}=\forall x_{1}\dots \forall x_{n}R(x_{1},\dots ,x_{n},f(x_{1},\dots ,x_{n}))} é satisfatível, pois a mesma obteve um modelo ao se adicionar o valor de {\displaystyle \qquad f} a {\displaystyle \qquad M}. Isto mostra que {\displaystyle F_{1}} é satisfatível somente se {\displaystyle F_{2}} também for. De outra maneira, se {\displaystyle F_{2}} for satisfatível, então existe um modelo {\displaystyle \qquad M} que lhe satisfaça; este modelo aplica um valor à função {\displaystyle \qquad f} tal que, para todo valor de {\displaystyle x_{1},\dots ,x_{n}}, a fórmula {\displaystyle R(x_{1},\dots ,x_{n},f(x_{1},\dots ,x_{n}))} fica presa. Em conseqüência, {\displaystyle F_{1}} é satisfeito pelo mesmo modelo pois pode fazer uma escolha para todo valor de {\displaystyle x_{1},\ldots ,x_{n}}, o valor {\displaystyle y=f(x_{1},\dots ,x_{n})}, onde o valor de {\displaystyle \qquad f} é obtido de acordo com {\displaystyle \qquad M}.

## Usos da skolemização
Um dos usos da skolemização é a prova automatizada de teoremas. Por exemplo, no método analítico de tableaux, sempre que uma fórmula cujo quantificador principal é o existencial, a fórmula obtida removendo esse quantificador por meio da skolemização pode ser gerada. Por exemplo, se {\displaystyle \exists x.\Phi (x,y_{1},\ldots ,y_{n})} ocorrer em um tableau, onde {\displaystyle x,y_{1},\ldots ,y_{n}} sejam variáveis livres de {\displaystyle \Phi (x,y_{1},\ldots ,y_{n})}, quando {\displaystyle \Phi (f(y_{1},\ldots ,y_{n}),y_{1},\ldots ,y_{n})} puder ser adicionado à mesma ramificação do tableau. Esta adição não altera a sua satisfatibilidade: todo modelo da fórmula antiga pode ser expandido, adicionando um valor apropriado à {\displaystyle f} em um modelo da nova fórmula.
Esta forma de skolemização é atualmente um progresso da skolemização "clássica", na qual todas as variáveis livres na fórmula são substituidas por um termo de Skolem. Esta é uma melhoria porque a semântica de tableau pode implicitamente colocar a fórmula no escopo de algumas variáveis quantificadas universalmente, que não estão em sua fórmula; estas variáveis não fazem parte de um termo de Skolem, quando deveriam fazer, de acordo com a definição original de skolemização. Uma outra melhoria que pode ser usada é aplicar o mesmo símbolo de uma função de Skolem para as fórmulas que são idênticas.

## Exemplos
- 1. Considere a fórmula {\displaystyle \qquad \alpha }, que está na forma normal prenex:

{\displaystyle \exists y.\forall x_{1}.\forall x_{2}.\exists z.R(y,x_{1},x_{2},z)}
Eliminando os quantificadores existenciais em {\displaystyle \qquad \alpha } por meio do processo de skolemização, obtemos a seguinte formula em sua forma normal Skolem:
{\displaystyle \forall x_{1}.\forall x_{2}R(a,x_{1},x_{2},f(x_{1},x_{2}))}
Note que no processo de skolemização a variável {\displaystyle \qquad y} foi substituída pela constante {\displaystyle \qquad a}, pois o quantificador existencial {\displaystyle \exists y} não é precedido por nenhum quantificador universal. Já a variável {\displaystyle \qquad z} foi substituída por um termo de função {\displaystyle \qquad f(x_{1},x_{2})}, já que o quantificador existencial {\displaystyle \exists z} é precedido por duas quantificações universais, {\displaystyle \forall x_{1}} e {\displaystyle \forall x_{2}}.
- 2. Considere a fórmula {\displaystyle \qquad \beta }, que está na forma normal prenex:

{\displaystyle \forall x_{2}.\forall x_{4}.\exists x_{1}.\forall x_{3}.\exists x_{5}.\lnot (P(x_{1},x_{2})\rightarrow \lnot (P(x_{3},x_{4})\land R(x_{5})))}
Eliminando os quantificadores existenciais em {\displaystyle \qquad \beta } por meio do processo de skolemização, obtemos a seguinte fórmula em sua forma normal de Skolem:
{\displaystyle \forall x_{2}.\forall x_{4}.\forall x_{3}.\lnot (P(f(x_{2},x_{4}),x_{2})\rightarrow \lnot (P(x_{3},x_{4})\land R(g(x_{2},x_{4},x_{3}))))}
Note que:
No processo de skolemização, a variável {\displaystyle \qquad x_{1}} foi substituída pelo termo de função {\displaystyle \qquad f(x_{2},x_{4})} e a variável {\displaystyle \qquad x_{5}} foi substituída pelo termo de outra função {\displaystyle \qquad g(x_{2},x_{4},x_{3})}. 
Fazemos isso porque, na forma normal prenex:
Os quantificadores universais {\displaystyle \forall x_{2}} e {\displaystyle \forall x_{4}} precedem o quantificador existencial {\displaystyle \exists x_{1}};
Os quantificadores universais {\displaystyle \forall x_{2}} e {\displaystyle \forall x_{4}} e {\displaystyle \forall x_{3}} precedem o quantificador existencial {\displaystyle \exists x_{5}}.